# Joaquim Ferraz
Joaquim Miguel Leitāo de Freitas Ferraz, noto semplicemente come Joaquim Ferraz (Baltar, 16 maggio 1974), è un ex calciatore portoghese, di ruolo attaccante.

## Carriera
Ha giocato nella prima divisione portoghese ed in quella scozzese.